# Suki datte ienakute
„Suki datte ienakute” (jap. 好きだって言えなくて) – dwudziesty szósty singel japońskiej piosenkarki Yukari Tamury, wydany 13 kwietnia 2015. Utwór tytułowy został użyty jako piosenka przewodnia programu Kingdom of Rank (jap. ランク王国) stacji TBS w kwietniu i maju, Pleasure treasure został użyty jako opening anime Magical Girl Lyrical Nanoha ViVid, a utworu Jelly Fish użyto w zakończeniach programu radiowego Tamura Yukari no Itazura Kuro Usagi (jap. 田村ゆかりのいたずら黒うさぎ). Singel osiągnął 12 pozycję w rankingu Oricon i pozostał na niej przez 8 tygodni.

## Lista utworów
| Nr | Tytuł                                             | Czas |
| -- | ------------------------------------------------- | ---- |
| 1. | "Suki datte ienakute" (jap. 好きだって言えなくて) |      |
| 2. | "Pleasure treasure"                               |      |
| 3. | "Luv Fanatic"                                     |      |
| 4. | "Ame no Pensées" (jap. 雨のパンセ Ame no Panse)   |      |

## Notowania
| Lista                             | Pozycja |
| --------------------------------- | ------- |
| Oricon Weekly Singles Chart       | 12      |
| Billboard Japan Hot 100           | 20      |
| Billboard JAPAN Hot Animation     | 2       |
| Billboard JAPAN Hot Singles Sales | 7       |
| SoundScan Japan                   | 12      |